# Barna Kabay
Barna Kabay (* 15. August 1948 in Budapest) ist ein ungarischer Filmregisseur, Drehbuchautor und Filmproduzent.

## Leben
Kabay studierte zunächst Architektur und anschließend bis 1973 Film und Fernsehregie an der Színház- és Filmművészeti Egyetem in Budapest. Er arbeitete für das ungarische Fernsehen und wurde 1974 Mitbegründer des Experimentalstudios des Ungarischen Fernsehens.
Bereits ab Ende der 1960er-Jahre arbeitete Kabay als Drehbuchautor mit Regisseur Imre Gyöngyössy zusammen; beide schufen ab den 1970er-Jahren auch Filme in Koregie. Erstmals alleinig Regie führte Kabay beim 1975 erschienenen Film Legende vom Hasengulasch nach einem Roman von Jenő Tersánszky Józsi. Kabay, Gyöngyössy und Drehbuchautorin Katalin Petényi (* 1941), die 1980 Gyöngyössy heiratete, bildeten in der Folge ein immer enger zusammenarbeitendes Filmemachertrio und schufen gemeinsam Spiel- und Dokumentarfilme. Im Jahr 1980 siedelte das Trio in die Bundesrepublik Deutschland über und ließ sich am Starnberger See nieder. Sie gründeten in Bayern die Produktionsfirma Macropusfilm und realisierten Filme unter anderem im Auftrag des ZDF, WDR und NDR. Im Jahr 1983 drehte Kabay mit Gyöngyössy den Spielfilm Hiobs Revolte, in dem ein jüdisch-chassidisches Ehepaar im Jahr 1943 einen christlichen Waisenjungen adoptiert. Der Film wurde 1984 für einen Oscar in der Kategorie Bester fremdsprachiger Film nominiert. In folgenden Spielfilmen, Dokumentarfilmen und Filmen in Mischform thematisierten Kabay, Gyöngyössy und Petényi immer wieder das Schicksal Verfolgter und Vertriebener, so in Boat People (1987) die Geschichte der vietnamesischen Flüchtlinge auf der Cap Anamur II und in den Filmen Heimatlos und Freiheit der Toten das Schicksal der Wolgadeutschen:

„Die… Mischung aus dokumentarisch umgesetztem Realismus und persönlicher Betroffenheit ist das fast durchgängige Motiv der Filme: allgemeinmenschliche, identifikatorische Verbundenheit mit den Opfern von Genozid und Verfolgung bis in die Gegenwart im schlichten Gewand des Doku-Dramas. Selten stehen historische Ursachen im Mittelpunkt. Dabei geht das Regieteam […] von der individuellen Erinnerung und traumatischen Erfahrung Überlebender aus.“

Auch nach Gyöngyössys Tod im Jahr 1994 realisierte Kabay, nun gemeinsam mit Petényi, Spiel- und Dokumentarfilme, darunter im Jahr 1997 den deutsch-ungarischen Dokumentarfilm In Memoriam Imre Gyöngyössy, der unter anderem bei den Internationalen Filmfestspielen von Venedig zwei Sonderpreise erhielt. Im Januar 1997 war in Hamburg und Berlin eine Retrospektive der Spiel- und Dokumentarfilme von Gyöngyössy, Kabay und Petényi unter dem Titel Hoffnung und Mythos – Radikaler Humanismus zu sehen.

## Filmografie (Auswahl)
- 1975: Legende vom Hasenbraten (Legenda a nyúlpaprikásról)
- 1977: Ein ganz gewöhnliches Leben (Két elhatározás)
- 1978: Havasi selyemfiú
- 1980: Bruchteile des Lebens (Töredék az életröl)
- 1981: Pusztai emberek
- 1983: Hiobs Revolte (Jób lázadása)
- 1984: Yerma
- 1985: Add tudtára fiaidnak
- 1986: Loan
- 1986: Der Wunderrabbi
- 1987: Boat People
- 1988: Mondzirkus (Cirkusz a holdon)
- 1989: Siebenbürgen – süße Heimat
- 1990: Heimatlos
- 1991: Freiheit der Toten
- 1991: Fünfzig Jahre Schweigen (Számüzöttek)
- 1994: Europa ist weit
- 1994: Tod im seichten Wasser (Halál sekély vízben)
- 1997: In Memoriam Imre Gyöngyössy
- 1999: Hippolyt
- 2000: Meseautó
- 2005: Der Vermittler (A Közvetítő)
- 2009: Szuperbojz
- 2014: Kulák volt az apám

## Auszeichnungen (Auswahl)
- 1978: Spezialpreis der Jury, Chicago International Film Festival, für Ein ganz gewöhnliches Leben
- 1978: Adolf-Grimme-Preis 1978 mit Gold für Ein ganz gewöhnliches Leben
- 1988: Nominierung Gold Hugo, Chicago International Film Festival, für Boat People
- 1991: Preis der Ökumenischen Jury, Montréal World Film Festival, für Fünfzig Jahre Schweigen
- 1994: Publikumspreis, International Film Festival Rotterdam, für Ein ganz gewöhnliches Leben
- 1997: Sergio-Trasatti-Preis, Internationale Filmfestspiele von Venedig 1997, für In Memoriam Imre Gyöngyössy
- 2001: Magyar Filmszemle, Populärster Film, für Hippolyt